# Royal Air Cambodge
Royal Air Cambodge (tiếng Khmer: អាកាសចរណ៍ភូមិន្ទ កម្ពុជា) là hãng hàng không quốc gia của Campuchia, có trụ sở tại thủ đô Phnôm Pênh.

## Lịch sử
Hãng hàng không được thành lập vào năm 1956. Sau khi Cộng hòa Khmer được thành lập vào năm 1970, hãng hàng không được đổi tên thành 'Air Cambodge'. Hãng hàng không đã được cải tổ, trở lại với tên gọi ban đầu là 'Royal Air Cambodge', sau khi khôi phục chế độ quân chủ và dân chủ vào đầu những năm 1990 và phục hồi nền kinh tế vào năm 1994. Đối tác của hãng là Malaysia Airlines và nhiều máy bay đã được thuê từ đó. Tuy nhiên, doanh nghiệp làm ăn thua lỗ, tổng cộng hơn 30 triệu đô la Mỹ. Quyết định đóng cửa hoạt động kinh doanh của hãng được đưa ra một phần do lượng hành khách giảm sau vụ khủng bố ngày 11 tháng 9, khiến cả ngành hàng không rơi vào khủng hoảng sâu sắc. Royal Air Campuchia phải đóng cửa vào ngày 16 tháng 10 năm 2001. Chính phủ Campuchia sau đó đã cùng với Vietnam Airlines thành lập hãng hàng không mang cờ quốc gia Cambodia Angkor Air vào năm 2009.

## Điểm đến
- Trong nước
  - Battambang - Sân bay Battambang
  - Kratié - Sân bay Kratié
  - Koh Kong - Sân bay Koh Kong
  - Phnôm Pênh – Sân bay quốc tế Phnôm Pênh Trụ sở chính
  - Banlung - Sân bay Ratanakiri
  - Siem Reap - Sân bay quốc tế Siem Reap
  - Stung Treng - Sân bay Stung Treng
- Quốc tế
  - Bangkok - Sân bay Quốc tế Don Mueang
  - Quảng Châu - Sân bay Quốc tế Bạch Vân Quảng Châu
  - Kuala Lumpur - Sân bay Quốc tế Subang
  - Kuala Lumpur - Sân bay Quốc tế Kuala Lumpur
  - Kota Kinabalu - Sân bay quốc tế Kota Kinabalu
  - Thành phố Hồ Chí Minh – Sân bay quốc tế Tân Sơn Nhất
  - Hong Kong - Sân bay quốc tế Kai Tak
  - Hong Kong - Sân bay quốc tế Hong Kong
  - Singapore - Căn cứ không quân Paya Lebar
  - Singapore - Sân bay Changi Singapore